# مشوكة عديدة المساكن
المشوكة العديدة المساكن (بالإنجليزية: Echinococcus multilocularis)‏ ديدان من الشراطيات حلقيات المحاجم، مثل المشوكة الحبيبية يسبب داء المشوكات للعديد من الثدييات بما فيها القوارض والاٍنسان.

## وصلات خارجية
طفيليات الجهاز الهضمي